# Orrorin
Az Orrorin a főemlősökön (Primates) belül a emberfélék (Hominidae) családjának (Hominae alcsalád, Hominini nemzetség) egy kihalt neme.

## Felfedezése
Kenyában, a Viktória-tótól keletre fekvő Tugen-hegyekben a Brigitte Senut és Martin Pickford vezette francia kutatócsoport 2000-ben hominida-maradványokat talált. A combcsont és néhány koponyatöredék alapján azt állították, hogy az általuk Orrorin tugenensisnek elnevezett és 6 millió évesnek becsült főemlős jobban hasonlít az emberekre (Homo) mint az australopithecusokra, és úgy vélik, hogy az Orrorintól származnak az emberfajok, az australopithecusok pedig a csimpánzok ősei.